# Glace en crêpe

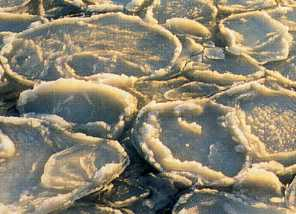
Zoom sur des glaces en crêpe.

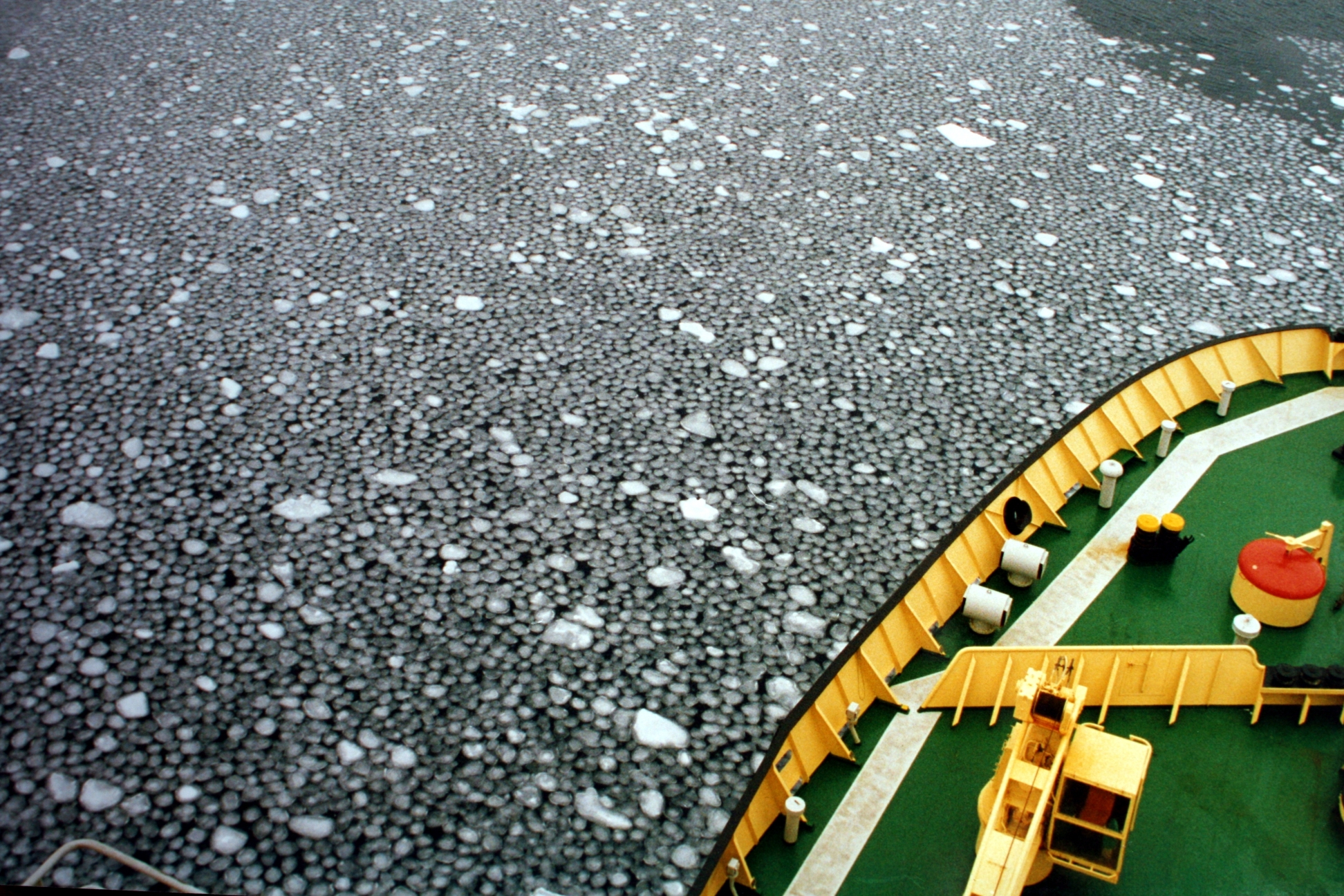
Glace en crêpe sur la mer de Ross.

La glace en crêpe ou en crêpes (en anglais : Pancake ice) est un ensemble de morceaux de glaces de mer de forme arrondie, de 30 cm à 3 m de diamètre et ayant jusqu’à 10 cm d’épaisseur, les bords étant un peu plus épais du fait des chocs et frottements des morceaux les uns contre les autres. Ce phénomène se retrouve également dans les rivières et lacs nordiques où il constitue une étape de la prise en glace en hiver,.

## Formation
La glace en crêpe peut se former sous l'action de la houle ou les vagues de différentes façons. La première est l'union de glaces à divers stades de formation, comme le sorbet (cristaux de glace de mer formant une « soupe »), la gadoue (neige saturée d'eau) et le shuga (accumulation de morceaux de glace blanche et spongieuse ayant quelques centimètres de longueur), par houle faible. La seconde est la fragmentation de glace vitrée, de nilas (couche de glace mince et élastique, ondulant facilement sous les vagues et la houle et formant, sous la pression, des avancées en forme de « doigts » entrecroisés), ou encore à partir de glace grise par forte houle ou de grosses vagues. 
La glace en crêpes se forme aussi parfois en profondeur, à l’interface entre deux masses d’eau de caractéristiques physiques différentes, d’où elle remonte en surface. Elle peut rapidement couvrir de grandes étendues d’eau.